# Southern Exposition

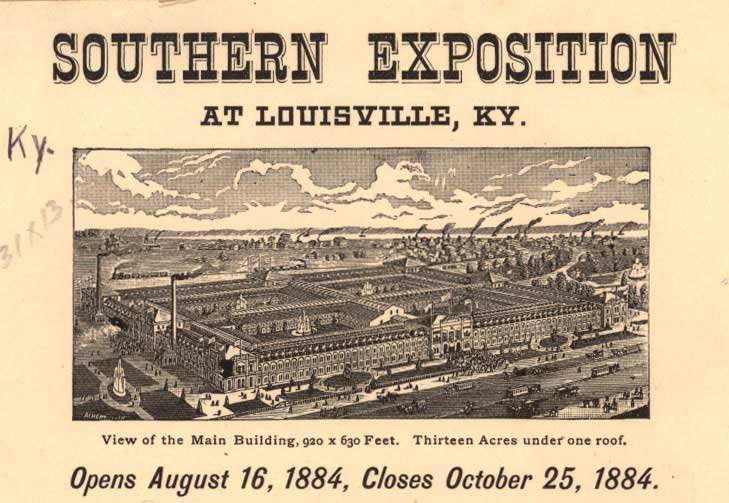
Poster de 1884 pour la Southern Exposition

La Southern Exposition est une exposition universelle qui se déroule en 1883 dans la ville américaine de Louisville, dans le Kentucky. La foire, qui se répéte ensuite encore quatre années consécutives entre 1884 et 1887, dure 100 jours et se tient sur un terrain de 18 hectares dans le quartier aujourd'hui nommé Old Louisville. 
Le président américain Chester A. Arthur inaugure la première exposition, le 1er août 1883. La foire est éclairée durant la nuit par la récente invention de Thomas Edison, la lampe à incandescence. Au total, 4 600 lampes présentes pour ce qui est supérieur au nombre de lampes en opération à la même époque dans la ville de New York. 

Vue de Louisville et de son exposition de 1883, par William F. Clarke.